# Народна скупштина у Врањској
Народна скупштина у Врањској је друга Скупштина устаничких вођа током Устанка у Херцеговини, а одржана је 27. јула 1875. у селу Врањска код Билеће. Ова скупштина је сазвана да би херцеговачки устаници и старјешине изабрали главног команданта устаничке војске и образовали неку врсту привемрене устаничке владе.

## Историјска подлога
Након силних одлагања и припрема у јулу мјесецу 1875. године почео је дуго очекивани устанак српског народа у Херцеговини, познат под називом Невесињска пушка. Мићо Љубибратић и Алекса Јакшић су тајно из Београда преко Дубровника стигли су у Херцеговину међу херцеговачке устанике, како би што прије отпочели рад на организовању самог устанка, бирања устаничких вођа и дефинисања јасних циљева устанка. Једину сигурну подршку устаници су видјели у књазу Николи, и Црној Гори, док је књаз Никола Херцеговину сматрао као своју интересну сферу. Мићо Љубибратић и Алекса Јакшић су самоиницијативно без знања књаза Николе и Црне Горе сазвали 27. јула 1875. године у Врањској скупштину херцеговачких устаника и старјешина на којој је требало изабрати главног команданта устаничке војске и образовати неку врсту привемрене устаничке владе. Када је за ово сазнао књаз Никола се толико наљутио да је наредио своме војводи Пеку Павловићу да одмах силом растури ову устаничку скупштину а њене вође похапси и протјера из Херцеговине.
Династички сукоби Обреновића и Петровића и борба за улогу Пијемнота код српског народа изашли су на видјело још 1862. око превласти над Луком Вукаловићем, због његовог утицаја на становништво, јер би он подразумевао бољу пропаганду. А онда се додантно, у Босни 1875. појављује трећи елеменат цијеле пријестоничке афере, хајдук Петар Мркоњић. Ипак, свјесне да међусобним оптуживањем за почетак устанка и несарадњом, штете себи и устаницима, оне су у јуну 1876. на Цетињу склопиле савез који је имао за циљ ослобођење српског народа у европској Турској. Даља активност агената се наставила. Србија активира архимандата Нићифора Дучића да шири подршку. Мићи Љубибратићу је наложено да што прије успостави Привремену владу у Херцеговини.

## Скупштина
Окупивши херцеговачке главаре, кнезове и устанике, Љубибратић и Јакшић су заказали другу устаничку скупштину у билећком селу Врањској 27. јула 1875. Долазак Љубибратића и Јакшића на простор устаничке Херцеговине књаз Никола је сматрао као директно уплитање Кнежевине Србије на овај простор. Прије него што је скупштина донијела било каве конкретне закључке и јасно дефинисала ток устанка, као и прогласила вође самог устанка, црногорски јајоши, то јесте добровољци под командом Пека Павловића поступајући по књажевом наређењу брутално су растурили Врањску скупштину. Мићу Љубибратића и Алексу Јакшића су на превару ухапсили, разоружали и опљачкали, узели су им све, оружје, одјећу, новац и то све у име књажево. Даљег понижавања, батина и погрома спасили су их билећки устаници који су их преотели од јајоша и онако претучене и изубијане послали су их на лијечење у Дубровник.
Интервенција књаза Николе 27. јула 1875. на Врањској скупштини је била успјешна. Пеко Павловић и Петар Вукотић депортовали су Љубибратића у Далмацију, одакле једно време није могао да дејствује, док су устаници у Херцеговини и даље остали без јасно дефинисане политике устанка, као и формалних устаничких вођа.